# Ichneumon nearctivernus
Ichneumon nearctivernus är en stekelart som beskrevs av Heinrich 1956. Ichneumon nearctivernus ingår i släktet Ichneumon och familjen brokparasitsteklar. Inga underarter finns listade i Catalogue of Life.